# Jiin
Jiin [dʑi.in] (jap. 慈蔭, dt. „Mitgefühl und Unterstützung“), auch transkribiert als Ji’in, ist eine Kata im Karate. Häufig wird sie auch als vergessene Kata bezeichnet: Obwohl sie zum Kanon der  27 Shōtōkan Kata gehört, wird sie heute nur selten in Wettkämpfen gezeigt und immer seltener gelehrt.
Seit 2011 ist sie Pflichtkata (Shitei-Kata) zur Prüfung des 2. Dans, nach der Shotokan Prüfungsordnung des Deutschen Karate Verbandes (DKV).

## Name
An manchen Stellen ist auch die Schreibweise 寺院 („Tempelanlage“) für Jiin zu finden. Dass diese Schreibweise die richtige ist, bleibt recht unwahrscheinlich, da die Kata eine ganz offensichtliche Verwandtschaft mit Jion (慈恩) teilt. Die Ähnlichkeit der beiden Kata ist deutlich in Techniken und Embusen zu erkennen. Daher ist die Variante 慈蔭, die das gleiche erste Zeichen wie auch Jion hat, die wahrscheinlichere.
Funakoshi Gichin änderte im Rahmen seiner Systematisierung des Karate die Namen verschiedener Kata ab. Er versuchte auch Jiin den neuen Namen Shōkyo zu geben, allerdings setzte sich dieser aus unbekannten Gründen nie durch, denn bei anderen Kata wurden die neuen Namen relativ schnell angenommen.

## Verbreitung
Von einigen wird die Kata als nicht besonders schön empfunden, der Embusen als schwerfällig bezeichnet. Ein möglicher Grund dafür, dass die Kata immer stärker in Vergessenheit gerät, nicht mehr bei Turnieren gezeigt und in vielen einflussreichen Verbänden wie beispielsweise der JKA nicht mehr gelehrt wird.
Allerdings gibt es einen weiteren nicht zu vernachlässigenden Faktor, der ebenfalls dazu beitrug, dass die Kata langsam aus den Dōjō verschwindet: Nakayama Masatoshi ließ die beiden Kata Jiin und Wankan in seiner mittlerweile als Standardwerk angesehenen Buchreihe Best Karate aus. Die Gründe, die dazu führten, sind heute unklar. Ob Nakayama sie mit Absicht ausgelassen hat oder durch seinen plötzlichen Tod im Jahr 1987 daran gehindert wurde, sie noch in sein Werk zu integrieren, ist unbekannt.

## Besonderheiten
Wie auch ihre beiden verwandten Kata, Jion und Jitte, so beginnt auch Ji'in mit einer besonderen Kamae (Bereitschaftshaltung), bei der die rechte Faust auf Brusthöhe in der Handfläche der linken Hand liegt und von dieser umschlossen wird. Durch diese Haltung (Ming Kamae) wird der Ursprung der Kata deutlich, der bereits in den chinesischen Kampfkünsten liegt.
Neben Empi und Chinte ist Jiin die dritte Kata deren Embusen es nicht unbedingt erlauben, die Kata am Ausgangspunkt zu beenden. Während dies ursprünglich im Karate nichts Besonderes war, setzte sich nach dem Zweiten Weltkrieg das Dogma durch, dass jede Kata wieder an ihrem Ausgangspunkt enden müsse. Fast alle Kata wurde daraufhin angepasst, was jedoch bei Empi und Jiin nicht gut möglich war.	